# Hertiginnan av Chicago
Hertiginnan av Chicago (tyska: Die Herzogin von Chicago) är en operett i två akter med musik av Emmerich Kálmán och med libretto av Julius Brummer och Alfred Grünwald. Den hade premiär den 5 april 1928 på Theater an der Wien i Wien och framfördes 301 gånger. Operetten blev bara en tillfällig framgång och tycks aldrig ha upplevt någon come-back på scenerna i Tyskland och Österrike.

## Historia
Operetten blandar element av jazz och annan samtida dansmusik med musikaliska element traditionellt associerad med wienervalsopera och föregår verk som Vita hästen och Viktorias husar. Musiken innehåller också delar från Kálmáns barndomsland Ungern. Librettot har en relativt modern satirisk udd och drar växlar på den politiska kabaretten, vilken var en del av det radikala Wien, Berlin och München vid tiden. Verket synliggör den påverkan som Amerika och amerikansk kultur hade på Europas scener, vilket särskilt åskådliggörs i jazzscenen i Chicago. Stycket säger mycket om europeisk kultur i början av 1900-talet och europeiska intellektuellas attityd gentemot amerikaner och amerikansk kultur. Dekor, scenerier och musik är fulla av referenser till 1920-talets flapperkläder, jazz och dansen Charleston.
Kort tid efter premiären gifte sig Kálmán med en ung dam från kören som hette Vera Makinskaja. Hon skulle fram till sin död 1999 propagera för sin makes verk över hela världen. Operetten blev bara en tillfällig framgång och tycks aldrig ha upplevt någon come-back på scenerna i Tyskland och Österrike.

### Svenska uppsättningar
Hertiginnan av Chicago hade svensk premiär den 9 november 1928 på Vasateatern i Stockholm.

## Personer
| Roller                                                    | Röststämma    | Premiärbesättning 5 april 1928 (Dirigent: Anton Paulik) |
| --------------------------------------------------------- | ------------- | ------------------------------------------------------- |
| Kung Pankraz XXVII av Sylvarien                           | tenor         | Joseph Egger                                            |
| Prins Sandor Boris, arvtagare till tronen i Sylvarien     | lyrisk tenor  | Hubert Marischka                                        |
| Miss Mary Lloyd, från Chicago                             | lyrisk sopran | Rita Georg                                              |
| James Bondy, Mary Lloyds sekreterare                      | buffo tenor   | Richard Waldemar                                        |
| Prinsessan Rosemarie Sonjuschka, från Morenia             | sopran        | Elsie Altmann                                           |
| Mr. Benjamin Lloyd, Mary Lloyds fader                     | talroll       |                                                         |
| Greve Bojazowitsch, Finansminister i Sylvarien            | tenor         | Hans Moser                                              |
| Statsminister i Sylvarien                                 | tenor         |                                                         |
| Grevinnan Dobruja                                         | aktris        |                                                         |
| Gäster, officerare, flickor, musiker, trumpetare, tjänare |               |                                                         |

## Handling
Mary Lloyd är en rik amerikanska. Hon tror att allt kan köpas för pengar. Hon slår vad med sina vänner att hon ska gifta sig med en prins vid nästa födelsedag. Av denna anledning lämnar hon sitt amerikanska hemland och reser till det fiktiva riket Sylvarien. Filmaren James Bondy ska följa med som hennes sekreterare och även filma hennes ansträngningar för att hitta en prins. Dessutom kommer ett helt jazzband att resa till Europa, som snart kommer att uppträda i Wien och Budapest med stor framgång. I Sylvarien möter Mary prinsen Sandor, som för närvarande försöker sälja sitt slott under ett falskt namn för att skaffa utländsk valuta till sitt skuldsatta land. Mary lär sig snart den verkliga identiteten hos låssäljaren och närmar sig honom. Han finner - trots att han avvisat resultaten från "den nya världen" och särskilt jazz - att han tycker om henne och låter kalla henne för "hertiginna av Chicago". Under tiden blir Bondy kär i prinsessan Rosemarie, kusinen till prinsen. Det finns fortfarande några missförstånd och konflikter mellan Mary och Sandor innan detta par också kan hittas. Så småningom kommer en bro att byggas mellan den gamla och den nya världen.

## Musiknummer
- Charleston, Charleston tanzt man heut! (kör)
- Wiener Musik, Wiener Musik konntest die Welt einst betören! (Prins och kör)
- Wir Ladies aus Amerika sind auch verliebt so hie und da! (Mary och kör)
- Bobby, jetzt spiel’ mir was auf! (Ensemble och kör)
- Jazz, das ist die Mode, die Methode, immer nur Jazz (Ensemble och kör)
- Das war’n noch Zeiten! (Ensemble och kör)
- Entr’acte (Orchester)
- Machtvoll braust der Heimat Lied dir zu Ehren heut’! (kör)
- Wenn die Garde schneidig durch die Stadt marschiert (Prins och barnkör)
- Und in Chicago, wissen sie, was sich da tut! (Duett: Mary och Bondy)
- O Rosmarie, o Rosmarie! (Duett: Rosemarie och Prinsen)
- Armer Prinz, armer Prinz, tust mir leid! (Duett: Mary och Prinen)
- Ach das wär’ fein, Mister Bondy! Das wär’ gut, Mister Bondy! (Duett: Rosemarie och Bondy)
- Wie sich’s schickt von feinen Leuten (Ensemble och kör)
- Entr’acte (Orkester)
- Ein kleiner Slowfox mit Mary bei Cocktail und Sherry, das wär so mein Ideal! (Lied och Marys dans)
- Den Walzer hat der Herrgott für Verliebte nur erdacht (Duett: Mary och Prinsen)
- Wir Ladies aus der neuen Welt (Ensemble och kör)
- Ja, im Himmel spielt auch schon die Jazzband, alle Englein tanzen Fox! (Duett: Rosemarie och Bondy)
- Komm in mein kleines Liebesboot, du Rose der Prärie! (Duett: Mary och Prinen)
- Seid umschlungen ihr Millionen, heute gibt’s noch Sensationen (Ensemble och kör)
- Entr’acte (Orkester)
- Charleston, Charleston tanzt die Welt (kör)
- Das war’n noch Zeiten! – Reprise (Prinsen)
- Wiener Musik, Wiener Musik konntest die Welt einst betören! – Reprise (Prinsen)
- Komm in mein kleines Liebesboot, du Rose der Prärie! – Reprise (Prinsen)
- Voulez vous Hoppsassachen, voulez vous mit Papachen (Duett: Mary och Pankraz)
- Ein kleiner Slowfox mit Mary bei Cocktail und Sherry, das wär’ so mein Ideal! (Ensemble och kör)